# تيري كوكرين (لاعب كرة قدم)
تيري كوكرين (بالإنجليزية: Terry Cochrane)‏ هو لاعب كرة قدم بريطاني، ولد في 23 يناير 1953 في Killyleagh ‏ في المملكة المتحدة. شارك مع منتخب أيرلندا الشمالية لكرة القدم. أما مع النوادي، فقد لعب مع ديري سيتي ونادي إيفرتون ونادي بيرنلي ونادي غيلينغهام ونادي كوليرين ونادي لينفيلد ونادي ميدلزبره ونادي ميلوول ونادي هارتلبول يونايتد.

## مسيرته الكروية
لعب تيري كوكرين خلال مسيرته الاحترافية مع 6 أندية في ستة عشر موسمًا وسجل خلالها 38 هدفًا ضمن 288 مباراة. حيث فاز في موسمين بالكأس ولم يفز بأي دوري.
خاض تيري كوكرين مسيرته مع نادي كوليرين في موسم 1974–75 واستمر معه طيلة ثلاثة مواسم، لم يشارك في أي مباراة ولم يسجل أي هدف. ثم انتقل إلى نادي بيرنلي في موسم 1976–77 واستمر معه طيلة ثلاثة مواسم، حيث شارك في 67 مباراة سجل خلالها 13 هدفًا. لينتقل بعدها إلى نادي ميدلزبره في موسم 1978–79 ليلعب معه خمسة مواسم، مشاركًا في 111 مباراة سجل خلالها 7 أهداف. ثم انتقل إلى نادي غيلينغهام في موسم 1983–84 واستمر معه طيلة ثلاثة مواسم، مشاركًا في 107 مباراة سجل خلالها 18 هدفًا. هذا وانتقل لاحقًا إلى نادي هارتلبول يونايتد في موسم 1986–87 لمدة موسم واحد، مشاركًا في مباراتين ولم يسجل أي هدف.

## وصلات خارجية
- تيري كوكرين على موقع قاعدة بيانات كرة القدم.إي يو (الإنجليزية)
- تيري كوكرين على موقع ناشيونال فوتبول تيمز (الإنجليزية)